# Erastroides javensis
Erastroides javensis är en fjärilsart som beskrevs av W. Warren 1913. Erastroides javensis ingår i släktet Erastroides och familjen nattflyn. Inga underarter finns listade i Catalogue of Life.